# Shinya Tanoue
Shinya Tanoue (田ノ上 信也 Tanoue Shinya?, nacido el 5 de febrero de 1980 en Kagoshima) es un exfutbolista japonés. Jugaba de centrocampista y su último club fue el Vegalta Sendai de Japón.

## Trayectoria

### Clubes
| Club                | País  | Año         |
| ------------------- | ----- | ----------- |
| Kashiwa Reysol      | Japón | 1998 - 2005 |
| Yokohama F. Marinos | Japón | 2006        |
| Vegalta Sendai      | Japón | 2007 - 2008 |

## Palmarés

### Títulos nacionales
| Título         | Club           | País  | Año  |
| -------------- | -------------- | ----- | ---- |
| Copa J. League | Kashiwa Reysol | Japón | 1999 |